# Алеїпата
Алеїпата (англ. Aleipata Islands) — безлюдний архіпелаг з чотирьох островів загальною площею 1,68 км². Розташований трохи на схід від острова Уполу (округ Атуа, Самоа). Є природоохоронною територією , так як тут мешкає безліч морських птахів, в тому числі зникаючий горлач, самоанська міагра і самоанський голуб , тому на три з чотирьох островів вільний доступ заборонений. Всі чотири острови є туфовими конусами. До островів Нуутеле і Нуулуа можна дістатися з села Лаломану, до Намуа і Фануатапу - з сіл Малаєла, Муїателе і Амаїле.
| Назва     | Площа, км² | Відстань до о-ва Уполу, км | Координати                                                             | Короткий опис |
| --------- | ---------- | -------------------------- | ---------------------------------------------------------------------- | --- |
| Ну-утеле  | 1,08       | 1,35                       | 14°3′50″ пд. ш. 171°25′25″ зх. д. / 14.06389° пд. ш. 171.42361° зх. д. | Вільне відвідування острова заборонено. Незважаючи на невелику площу, найвища точка острова - майже 200 м. Над рівнем моря. |
| Ну-улуа   | 0,25       | 3,35                       | 14°4′23″ пд. ш. 171°24′37″ зх. д. / 14.07306° пд. ш. 171.41028° зх. д. | Вільне відвідування острова заборонене. Найпівденніша точка країни.                                                         |
| Намуа     | 0,2        | 0,75                       | 14°1′23″ пд. ш. 171°24′56″ зх. д. / 14.02306° пд. ш. 171.41556° зх. д. | Вільне відвідування острова дозволено. Кілька пляжів з фале́.                                                                |
| Фануатапу | 0,15       | 2,5                        | 14°0′50″ пд. ш. 171°24′1″ зх. д. / 14.01389° пд. ш. 171.40028° зх. д.  | Вільне відвідування острова заборонено. Працює автоматичний маяк. Найсхідніша точка країни.                                 |